# Subh-i-Azal

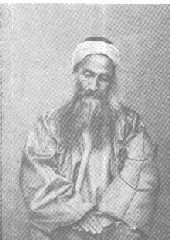
Mírzá Yahyá, Subh-i-Azal 1889-1890, in ballingschap

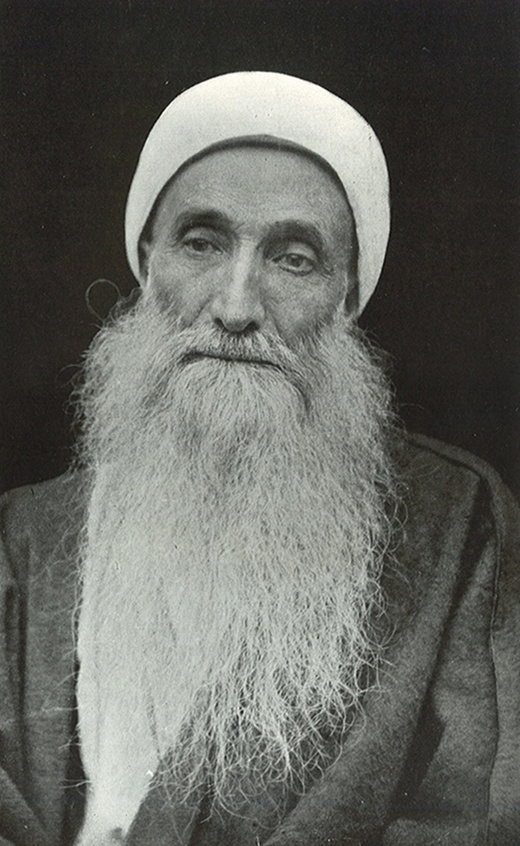
Ṣubḥ-i-Azal, photo by Captain Arthur Young, 1888

Subh-i-Azal (Ochtend der eeuwigheid), geboren als Mírzá Yahyá Núrí (1831 – 1912), was een Perzisch religieus leider.

## Leven
Subh-i-Azal was een zoon van Mirza Buzurg, een prediker uit Nur (Perzië) in de provincie Mazandaran, en zijn concubine Kuchik Khanum. Subh-i-Azal was de 13 jaar jongere halfbroer van Mirza Husayn Ali Nuri (1817-1892), genaamd Baha'u'llah, de grondlegger van de religie van de Bahai. Subh-i-Azal trad in 1846 toe, twee jaar na zijn halfbroer, tot de door Báb opgerichte religieuze beweging van het bábisme, waarin zij een prominente positie zouden gaan innemen. Waar de titel Subh-i-Azal vandaan komt of voor het eerst verschijnt, is niet bekend. Mirza Yahya ontving deze eretitel blijkbaar niet van de Báb. Aan de andere kant heeft de Báb de naam Subh-i-Azal aan verschillende vooraanstaande Babi toegekend.

### Subh-i-Azal als de leider van de Babi
De Báb werd al in 1846 gevangengezet en in 1850 geëxecuteerd na de Babi-opstanden. Kort voor zijn dood werd Subh-i-Azal door Bab tot hoofd van de Babi-gemeenschap benoemd. Subh-i-Azal heeft zijn hele leven veel vrouwen en nakomelingen gehad. Bronnen spreken van 11, 12 of 17 vrouwen. Subh-i-Azal vluchtte in 1853 uit Perzië nadat hij betrokken was geweest bij een opstand, hij liet zijn eerste twee vrouwen achter. Hij voegde zich in Bagdad bij zijn halfbroer Baha'u'llah, die door Sjah Naser ed-Din Kadjar was verbannen uit Perzië. Bagdad behoorde toen tot het Ottomaanse Rijk. Hoewel Baha'u’llah aan Subh-i-Azal vroeg om terug te keren naar Perzië, bleef hij in het gezelschap van zijn halfbroer. Het leiderschap van Subh-i-Azal werd gekenmerkt door de moordaanslagen die hij op leidende babi van zijn tijd had uitgelokt. Baha'u'llah werd in 1863 verbannen naar Istanboel en vervolgens naar Edirne. Subh-i-Azal volgde hem ook naar deze plaatsen en liet weer ten minste twee van zijn vrouwen achter. In Istanbul en Edirne verklaarde Baha'u'llah publiekelijk een onafhankelijke openbaring van God te hebben ontvangen, en beweerde de vervulling van de Bab's missie te zijn. Subh-e-Azal schreef als antwoord een verklaring waarin ook hij Gods openbaring claimde. Zijn volgelingen werden "Azali" genoemd. Ze probeerden de Baha'i af te schilderen als politiek subversief ten opzichte van de Ottomaanse regering en Baha'u'llah te elimineren. Aanhoudende conflicten tussen de Azali en Baha'i leidden er uiteindelijk toe dat de Ottomaanse regering de broeders in 1868 afzonderlijk in ballingschap zond, Baha'u'llah naar Akkon in Palestina en Subh-i-Azal naar Famagusta op Cyprus.
Slechts twee van zijn vrouwen en zeven van zijn kinderen vergezelden hem naar Cyprus. Daar leefde hij tot 1881 in ballingschap en daarna als gepensioneerde van de Britse regering. Als gevolg van de Russisch-Turkse Oorlog (1877–1878) kwam het bestuur van Cyprus, dat tot dan toe deel uitmaakte van het Ottomaanse Rijk, in 1878 in handen van het Verenigd Koninkrijk van Groot-Brittannië en Ierland, met formele erkenning van de Turken. De Britse oriëntalist Browne bezocht eind maart tot begin april 1890 en nogmaals in maart 1896 Subh-e-Azal op Cyprus. Browne gebruikte de term "Subh-e-Azal" in zijn geschriften in plaats van Mirza Yahya. Subh-i-Azal stierf in ballingschap op 29 april 1912 en werd begraven volgens islam-gebruiken, niet volgens de Babi-ritus, omdat er geen Babi aanwezig was die een Babi-begrafenis had kunnen uitvoeren. Tot het einde van zijn leven probeerde hij de traditie van het bábisme te behouden.

## Babisme na Subh-i Azal
Subh-i Azal was aanvankelijk van plan zich door zijn zoon Ahmad Bahhaj op te laten volgen, de oudste zoon uit zijn relatie met Fatima, zijn vierde vrouw. Dat ging niet door omdat er een  conflict tussen de vader en de zoon ontstond. De tweede door Subh-i-Azal voorgestelde opvolger was de Azali-leider Mirza Hadi Dawlatabadi uit Isfahan, die in Perzië woonde. Als gevolg van het oplaaien van vervolging in Perzië in de jaren tachtig van de 19e eeuw zwoer hij Babi-overtuigingen af en hield hij vanaf de kansel van een moskee smadelijke toespraken over de Báb en Baha'u’llah. Niettemin bleef hij de Azali-leider in Perzië. Hij stierf een paar jaar voor Subh-i-Azal, die toen diens zoon Mirza Yahya Dawlatabadi als opvolger aanwees. Dawlatabadi woonde in Teheran, werd parlementslid en een publieke figuur; hij gaf blijkbaar nauwelijks om Babisme. Tegenwoordig lijkt er geen centrale Azali-gemeenschap of hoofd van de Azali in Iran meer te zijn. Subh-i-Azal's oudste zoon nam later de leer van Baha'u'llah over. Het Babisme ging dus op in de nieuwe leer van Baha'u'llah, de Bahai religie. De Cypriotische Azalis, met uitzondering van degenen die christenen werden, gingen op in de Cypriotische Turken. Het aantal huidige Azali's wordt geschat op een paar duizend, waarvan de meesten in Iran wonen.

## Bron
- Smith, P. (1999). A Concise Encyclopedia of the Bahá'í Faith. Oneworld Publications, Oxford, UK. ISBN 1-85168-184-1.